# Chaetomium strumarium
Chaetomium strumarium är en svampart som först beskrevs av J.N. Rai, J.P. Tewari & Mukerji, och fick sitt nu gällande namn av P.F. Cannon 1986. Chaetomium strumarium ingår i släktet Chaetomium och familjen Chaetomiaceae.   Inga underarter finns listade i Catalogue of Life.